# Grand récif Discovery
Le Grand récif Discovery (en anglais Discovery Great Reef, en tagalog Bahura ng Paredes, en vietnamien Đá Lớn, en mandarin Dàxiàn jiāo (en sinogramme traditionnel 大现礁)), est un récif des îles Spratleys dans la mer de Chine méridionale. Le récif est occupé par le Viêt Nam depuis 1988. Il est également revendiqué par la république populaire de Chine, les Philippines, le Viêt Nam et Taïwan,.